# Myosotis asiatica
Myosotis asiatica là loài thực vật có hoa trong họ Mồ hôi. Loài này được (Vestergr. ex Hultén) Schischk. & Serg. mô tả khoa học đầu tiên năm 1937.